# Bitwa pod Hutą Krzeszowską
Bitwa pod Hutą Krzeszowską – bitwa stoczona w czasie powstania styczniowego 11 maja 1863 roku pod Hutą Krzeszowską przez oddział powstańczy pod dowództwem gen. Antoniego Jeziorańskiego z nacierającą kolumną wojsk rosyjskich. Uczestniczył w niej również gen. Józef Śmiechowski. W wyniku porażki oddziały powstańcze musiały wycofać się do granicy z Galicją.